# 卢观
卢观（5世纪？—525年），字伯举，北魏官员，范阳郡涿县（今河北省涿州市）人。
卢观是卢溥五世孙，父亲卢光宗，官至尚书郎。卢观年轻时好学，有隽才，举秀才，参加射策甲科考试，被任命为太学博士、著作佐郎。与太常少卿李神儁、光禄大夫王诵等在尚书上省，写定朝仪，被任命为尚书仪曹郎中。孝昌元年（525年）去世。他的弟弟卢仲宣、卢叔虎。